# Източен Ориндж
Източен Ориндж (на английски: East Orange) е град в окръг Есекс, Ню Джърси, Съединени американски щати. Намира се на 20 km западно от центъра на Ню Йорк. Населението му е около 70 000 души (2000).

## Известни личности
Родени в Източен Ориндж
- Джеймс Блиш (1921 – 1975), писател
- Ричард Тейлър (р. 1945), икономист